# Grand Prix Rudy Dhaenens
Der Grand Prix Rudy Dhaenens (kurz: GP Rudy Dhaenens) ist ein ehemaliges belgisches Straßenradrennen.
Das Eintagesrennen wurde von 1999 bis 2007 ausgetragen. Es wurde zu Ehren des kurz zuvor verstorbenen Weltmeisters von 1990, Rudy Dhaenens ins Leben gerufen. Es fand jährlich im März statt. Der Kurs mit Start und Ziel war Nevele in Flandern ungefähr 170 Kilometer lang. Seit 2005 zählte der Wettbewerb zur UCI Europe Tour und war in die Kategorie 1.1 eingestuft. Rekordsieger ist Geert Omloop mit zwei Erfolgen.

## Palmarès
| - 2007 Jurgen Francois - 2006 Filip Meirhaeghe - 2005 Koen Barbé | - 2004 Geert Omloop - 2003 Christophe Kern - 2002 Wesley Van Speybroeck | - 2001 Geert Omloop - 2000 Nico Eeckhout - 1999 Hendrik Van Dijck |